# Jeantes
Jeantes es una comuna francesa situada en el departamento de Aisne, en la región de Alta Francia.

## Demografía
| 372 | 316 | 254 | 236 | 230 | 213 | 221 | 211 | 206 |
| Para los censos de 1962 a 1999 la población legal corresponde a la población sin duplicidades (Fuente: INSEE [Consultar]) |     |     |     |     |     |     |     |     |